# Římskokatolická farnost Svratka
Římskokatolická farnost Svratka je územním společenstvím římských katolíků v rámci chrudimského vikariátu královéhradecké diecéze.

## O farnosti

### Historie
Farní kostel ve Svratce je připomínán poprvé v roce 1350. Do současné podoby byl přestavěn v roce 1789. Farnost se nachází na hranici Čech a Moravy. Jihovýchodně za hranicí farnosti začíná brněnská diecéze. Některé části města Svratka v důsledku tohoto dělení patří nejen do jiné farnosti, ale i do jiné diecéze a církevní provincie (farnost Herálec pod Žákovou horou, diecéze brněnská, Moravská církevní provincie).

#### Přehled duchovních správců
- od roku 1737 Josef Antonín Lorber z Poličky

- 1739–1746 Friedrich Dinko († 4. dubna 1746, pohřben ve Svratce)
- 1746–1756 Václav Brandsteller
- 1759–1761 František Zeman
- 1761–1767 administrátoři Franz Richter, Franz Maixner a Tadeáš Schanik
- 1767–1782 Tadeáš Prokop Schanik
- 1782–1785 Jan Rang
- 1785–1794 Karel Štěpánek
- 1794–1808 František Rothhanzl
- 1808–1814 Jan Beneš
- 1814 Josef Beránek
- 1815–1824 Karel Křepiňský
- 1828–1842 Václav Šimek
- 1843–1857 František Konopáč
- 1857–1892 Václav Kučera († 24. dubna 1892, pohřben ve Svratce)
- 1892–1901 Mikoláš Simon
- 1902–1908 Alois Doubravský
- 1908–1925 Jan Oliva
- 1925–1934 Václav Volánek († v koncentračním táboře Dachau 2. února 1945
- 1934–1944 František Drábek
- 1944–listopad 1951 Jiří Schnitter, administrátor, odvolán k PTP
- prosinec 1951–březen 1952 Josef Macek z Kameniček
- březen 1952–srpen 1952 Josef Menšík z Herálce
- 1. září 1952–19. srpna 1982 Jaroslav Daněk, administrátor († 19. srpna 1982, pohřben ve Svratce)
- 1. března 1983–31. srpna 1990 Jan Josef Kohl, OSB, administrátor († 4.ledna 2013, pohřben na Břevnově)
- 10. září 1990–21. listopadu 1997 Miroslav Tomek, administrátor († 3. října 1998, pohřben v Hrusicích)
- 22. listopadu 1997–30. června 1998 Ladislav Hojný, administrátor excurrendo z Hlinska
- od 1. července 1998 Mgr. Jiří Prokůpek[3]

## Současnost
Farnost má sídelního duchovního správce, který spravuje pouze tuto jedinou farnost.
| Kostel                                | Obrázek | Místo     | Bohoslužba                           | Bohoslužba                       | Poznámka     |
| ------------------------------------- | ------- | --------- | ------------------------------------ | -------------------------------- | ------------ |
| Kaple Panny Marie                     |         | Chlumětín | neděle                               | 10.30 (1x měsíčně)               | kaple        |
| Kostel Narození svatého Jana Křtitele |         | Svratka   | neděle úterý, čtvrtek, pátek, sobota | 09.00 17.00 v zimě, 18.00 v létě | farní kostel |
| Kaple svatého Jana Nepomuckého        |         | Svratouch | neděle                               | 10.30 (1x měsíčně)               | kaple        |